# Minidorysthetus tingomariaensis
Minidorysthetus tingomariaensis är en skalbaggsart som beskrevs av Soula 2006. Minidorysthetus tingomariaensis ingår i släktet Minidorysthetus och familjen Rutelidae. Inga underarter finns listade i Catalogue of Life.